# Cerovac Barilovićki
Cerovac Barilovićki is een plaats in de gemeente Barilović in de Kroatische provincie Karlovac. De plaats telt 145 inwoners (2001).